# Юная мисс США 1984
Юная Мисс США 1984 (англ. Miss Teen USA 1984) — 2-й национальный конкурс красоты Юная мисс США, проводился в «Memphis Cook Convention Center», Мемфис, штат Теннесси. Победительницей стала 17-летняя Чериз Хауген, представлявшая штат Иллинойс.

## Результаты

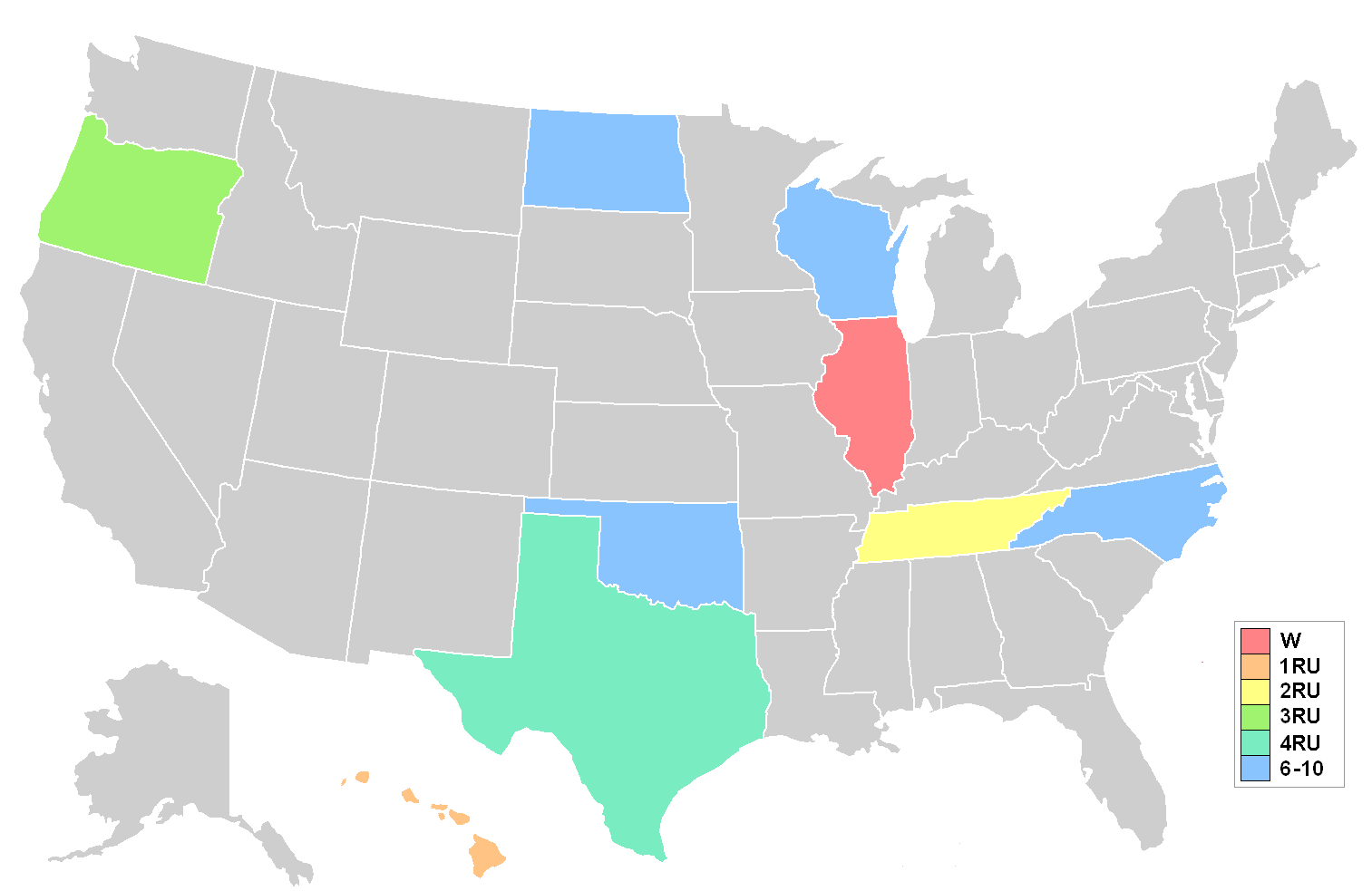
Штаты участницы Юная Мисс США 1984

### Места
| Итоговый результат | Участница |
| ------------------ | --- |
| Юная Мисс США 1984 | - Иллинойс — Чериз Хауген |
| 1-я Вице-мисс      | - Гавайи — Мелеа Ямамура |
| 2-я Вице-мисс      | - Теннесси — Молли Браун |
| 3-я Вице-мисс      | - Орегон — Дена Вудард |
| 4-я Вице-мисс      | - Техас — Шарлин Молинар |
| Топ 10             | - Нью-Мексико — Шерил Даун - Северная Каролина — Трейси Каггель - Северная Дакота — Кари Ларсон - Оклахома — Джейме Брашер - Висконсин — Эдрианн Хейзелвуд |

### Специальные награды
| Награда             | Участница                       |
| ------------------- | ------------------------------- |
| Мисс Фотогеничность | - Висконсин — Эдрианн Хейзелвуд |
| Лучший костюм штата | - Иллинойс — Шериз Хауген       |

### Оценки участниц
| \| Штат \| Отборочные соревнования \| Интервью \| Купальный костюм \| Вечернее платье \| Средний балл \| \| ----------------- \| ----------------------- \| -------- \| ---------------- \| --------------- \| ------------ \| \| Иллинойс \| 8.740 \| 9.899 \| 9.266 \| 9.455 \| 9.540 \| \| Орегон \| 7.922 \| 8.419 \| 8.955 \| 8.987 \| 8.697 \| \| Техас \| 8.288 \| 7.710 \| 8.762 \| 9.235 \| 8.569 \| \| Теннесси \| 8.095 \| 7.710 \| 8.800 \| 9.122 \| 8.544 \| \| Гавайи \| 8.162 \| 8.622 \| 8.800 \| 8.944 \| 8.484 \| \| Северная Дакота \| 8.177 \| 8.150 \| 8.244 \| 8.755 \| 8.383 \| \| Северная Каролина \| 8.225 \| 7.710 \| 8.326 \| 8.922 \| 8.319 \| \| Оклахома \| 7.933 \| 7.710 \| 8.588 \| 8.822 \| 8.373 \| \| Нью-Мексико \| 8.137 \| 7.710 \| 8.500 \| 8.500 \| 8.237 \| \| Висконсин \| 7.933 \| 7.710 \| 8.500 \| 8.766 \| 8.325 \| | Победительница 1-я Вице Мисс 2-я Вице Мисс 3-я Вице Мисс 4-я Вице Мисс |          |                  |                 |              |
| Штат | Отборочные соревнования                                                | Интервью | Купальный костюм | Вечернее платье | Средний балл |
| Иллинойс | 8.740                                                                  | 9.899    | 9.266            | 9.455           | 9.540        |
| Орегон | 7.922                                                                  | 8.419    | 8.955            | 8.987           | 8.697        |
| Техас | 8.288                                                                  | 7.710    | 8.762            | 9.235           | 8.569        |
| Теннесси | 8.095                                                                  | 7.710    | 8.800            | 9.122           | 8.544        |
| Гавайи | 8.162                                                                  | 8.622    | 8.800            | 8.944           | 8.484        |
| Северная Дакота | 8.177                                                                  | 8.150    | 8.244            | 8.755           | 8.383        |
| Северная Каролина | 8.225                                                                  | 7.710    | 8.326            | 8.922           | 8.319        |
| Оклахома | 7.933                                                                  | 7.710    | 8.588            | 8.822           | 8.373        |
| Нью-Мексико | 8.137                                                                  | 7.710    | 8.500            | 8.500           | 8.237        |
| Висконсин | 7.933                                                                  | 7.710    | 8.500            | 8.766           | 8.325        |

## Участница
| - Айдахо — Лаура Бейтс - Айова — Ким Карлсон - Алабама — Тереза Чаппелл - Аляска — Даун Голди - Аризона — Шон Андерс - Арканзас — Мелисса Стейплс - Вайоминг — Эллисон Фалк - Вашингтон — Шарлин Уолтерс - Вермонт — Дарси Хедрик - Виргиния — Марси Брикхаус - Висконсин — Эдрианн Хейзелвуд - Гавайи — Мелеа Ямамура - Делавэр — Хизер Рид - Джорджия — Андреа Рэндалл - Западная Виргиния — Трина Вертильо - Иллинойс — Шериз Хауген - Индиана — Крис Харрелл - Калифорния — Джоди Альварес - Канзас — Нэнси Мардис - Кентукки — Сьюзан МакКларик - Колорадо — Тимоти Эрмаус - Коннектикут — Моник Савери - Луизиана — Робин Суэйн - Массачусетс — Шона Пембертон - Миннесота — Хизер Джонсон | - Миссисипи — Мона Брайант - Миссури — Лиэнн Зизенстокер - Мичиган — Рассвет Даунинг - Монтана — Пэм Миллер - Мэн — Бет Максвелл - Мэриленд — Кристи Моррис - Небраска — Синди Фримиллер - Невада — Райна Киркланд - Нью-Гэмпшир — Лиза Бернальд - Нью-Джерси — Трейси Гриннен - Нью-Мексико — Шерил Доудс - Нью-Йорк — Дениз Скалес - Огайо — Стефани Виа - Оклахома — Джейм Брашер - Вашингтон (округ Колумбия) — Сьюзи Симпсон - Орегон — Дена Вудард - Пенсильвания — Робин Виск - Род-Айленд — Дженнифер Аммерозо - Северная Дакота — Кари Ларсон - Северная Каролина — Трейси Каггель - Теннесси — Молли Браун - Техас — Шарлин Молинар - Флорида — Май-Лис Кунхольм - Южная Дакота — Ким Стромб - Южная Каролина — Мэри Дельгадо - Юта — Лесли Хант |

## Судьи
- Ана Алисия
- Роберт Линдгрен
- Джуди Андерсон
- Майкл Дамиан
- Мэри Кларк
- Майкл Тайло
- Маргарит Пьяцца
- Джим Стаки
- Шон Кэйси
- Винсент ДеФранк
- Рокси Рокер